# Arnim Mühlstädt
Arnim Mühlstädt (* 22. Oktober 1929 in Dresden; † 17. Oktober 2002 in Berlin) war ein deutscher Schauspieler.

## Leben
Arnim Mühlstädt wuchs in Dresden auf. Er studierte dort an der Hochschule für Musik und Theater und war anschließend als Bühnendarsteller an verschiedenen Theaterhäusern engagiert, wie beispielsweise in Altenburg und Erfurt.
Er war ab den 1960er-Jahren auch als Schauspieler vor der Kamera aktiv und gehörte ab 1970 fest zum Schauspielerensemble des DFF. Mühlstädt wirkte von 1961 bis 1996 in mehr als 130 Film- und Fernsehproduktionen mit, darunter auch in einigen DEFA-Spielfilmen. Mühlstädt war dabei bis auf wenige Ausnahmen zumeist in Nebenrollen besetzt.
Im April 1979 moderierte Mühlstädt gemeinsam mit Günter Schubert, Helga Piur und Rudolf Ulrich die 38. Ausgabe der Show Ein Kessel Buntes.
Mühlstädt war auch gelegentlich als Synchronsprecher tätig.
Arnim Mühlstädt starb im Oktober 2002 im Alter von 72 Jahren.

## Filmografie (Auswahl)
- 1961: Das andere Gesicht
- 1963: Zwischenbilanz (TV)
- 1966: Flucht ins Schweigen
- 1967: Das Tal der sieben Monde
- 1968: Hauptmann Florian von der Mühle
- 1969: Zeit zu leben
- 1970: Im Spannungsfeld
- 1972: Tecumseh
- 1972: Florentiner 73 (TV)
- 1972: Polizeiruf 110: Blütenstaub (TV-Reihe)
- 1973: Das Licht der Schwarzen Kerze (Fernsehfilm)
- 1973: Polizeiruf 110: Siegquote 180 (TV-Reihe)
- 1973: Stülpner-Legende (TV)
- 1973: Der Wüstenkönig von Brandenburg
- 1974: Neues aus der Florentiner 73
- 1974: Das Schilfrohr (Fernsehfilm)
- 1974: Polizeiruf 110: Konzert für einen Außenseiter (TV-Reihe)
- 1974: Der Leutnant vom Schwanenkietz (TV-Dreiteiler)
- 1974: Aber Vati!
- 1975: Mein lieber Mann und ich (Fernsehfilm)
- 1975: Till Eulenspiegel
- 1975: Steckbrief eines Unerwünschten (Fernsehfilm)
- 1975: Polizeiruf 110: Heiße Münzen (TV-Reihe)
- 1976: Konzert für Bratpfanne und Orchester
- 1976: Philipp, der Kleine
- 1977: Unterwegs nach Atlantis
- 1977: Der rasende Roland
- 1977: ... inklusive Totenschein (TV)
- 1977/1979: Feuer unter Deck
- 1977: Der kleine Zauberer und die große Fünf
- 1978: Hiev up
- 1979: Karlchen, durchhalten!
- 1979: Schneeweißchen und Rosenrot
- 1979: Spuk unterm Riesenrad (TV)
- 1979: Polizeiruf 110: Am Abgrund (TV-Reihe)
- 1979: Herbstzeit (TV)
- 1979: Glück im Hinterhaus
- 1980: Der Baulöwe
- 1980: Don Juan – Karl-Liebknecht-Str. 78
- 1980: Unser Mann ist König (TV-Mehrteiler)
- 1981: Als Unku Edes Freundin war
- 1981: Jockei Monika (Fernsehserie)
- 1982: Soviel Wind und keine Segel (Fernsehfilm)
- 1982: Der Staatsanwalt hat das Wort: Ich bin Joop van der Dalen (Fernsehreihe)
- 1982: Das Fahrrad
- 1982: Spuk im Hochhaus (TV)
- 1983: Fariaho
- 1983: Polizeiruf 110: Schnelles Geld (TV-Reihe)
- 1983: Bühne frei
- 1983: Unser bester Mann
- 1983: Der Staatsanwalt hat das Wort: Nur einen Schluck
- 1984: Das Eismeer ruft
- 1984: Bockshorn
- 1984: Neumanns Geschichten
- 1985: Meine Frau Inge und meine Frau Schmidt
- 1985: Gritta von Rattenzuhausbeiuns
- 1985: Sachsens Glanz und Preußens Gloria (TV-Mehrteiler)
- 1985: Polizeiruf 110: Laß mich nicht im Stich (TV-Reihe)
- 1985: Polizeiruf 110: Ein Schritt zu weit (TV-Reihe)
- 1985: Der Doppelgänger
- 1986: Treffpunkt Flughafen (Fernsehserie)
- 1987: Kiezgeschichten (Fernsehserie)
- 1987: Der Staatsanwalt hat das Wort: Für Elise (TV-Reihe)
- 1987: Schauspielereien (Fernsehserie)
- 1987: Der Staatsanwalt hat das Wort: Himmelblau oder Hans im Glück (TV-Reihe)
- 1988: Polizeiruf 110: Der Kreuzworträtselfall
- 1989: Tierparkgeschichten (Fernsehserie, 1 Folge)
- 1990: Polizeiruf 110: Zahltag (TV-Reihe)
- 1990: Klein, aber Charlotte (Miniserie)
- 1990: Albert Einstein
- 1990: Spreewaldfamilie (Fernsehserie)
- 1990: Über die Grenzen
- 1990: Polizeiruf 110: Das Duell (TV-Reihe)
- 1991: Der Rest, der bleibt (Fernsehfilm)
- 1991: Farßmann oder Zu Fuß in die Sackgasse
- 1991: Aerolina (Miniserie)
- 1991: Die Wicherts von nebenan (Fernsehserie, 1 Folge)
- 1994: Polizeiruf 110: Kiwi und Ratte (TV-Reihe)
- 1994: Im Namen des Gesetzes (Fernsehserie, 1 Folge)
- 1994: Praxis Bülowbogen (Fernsehserie, 1 Folge)
- 1995: Polizeiruf 110: Über Bande (TV-Reihe)

## Hörspiele
- 1981: Theodor Storm: Das Puppenspiel – Regie: Norbert Speer (Kinderhörspiel – Rundfunk der DDR)
- 1981: László Hárs: Ich war einmal ... oder: Die Zimmerreiseabenteuer des Helden Buci (Seeräuber) – Regie: Albrecht Surkau (Kinderhörspiel – Litera)
- 1982: Gisela Richter-Rostalski: Markos Geldschein – Regie: Norbert Speer (Kinderhörspiel – Rundfunk der DDR)

## Theater (Auswahl)
Städtische Bühnen Erfurt
- 1961: Die kleine Kröte – Gabriela Zapolska – als Bartnicki (Fernsehaufführung)
- 1961: Optimistische Tragödie – Wsewolod Wischnewski – als 2. Anführer
- 1962: Erna räumt auf – Manfred Petzold – als Franz Wendler (Fernsehschwank)
- 1962: Egmont – Johann Wolfgang von Goethe – als Gomes
- 1962: Vor Sonnenuntergang – Gerhart Hauptmann – als Erich Klamroth
- 1963: Romeo und Julia – William Shakespeare – als Simson
- 1963: Macbeth – William Shakespeare – als 2. Mörder
- 1964: Pygmalion – George Bernhard Shaw – als Alfred Doolittle
- 1966: Der Besuch der alten Dame – Friedrich Dürrenmatt – als Ill